# 1955-ös Le Mans-i 24 órás verseny
A 23. Le Mans-i 24 órás versenyt 1955. június 11-e és június 12-e között rendezték meg.
A Jaguarok és a Mercedesek között nagy verseny alakult ki. Mike Hawthorn a boxok előtt előzte meg Macklint, majd bevágott elé és jobbra húzódva fékezett le saját boxa előtt. Macklin Austinja a fékezéstől becsúszott a pálya közepére a nagy sebességgel érkező Pierre Levegh elé, a Mercedes az Austinba csapódott, majd a szétszakadt autó a nézők közé vágódott. A baleset több mint nyolcvan néző halálát okozta. A verseny közben a Mercedes vezető helyről visszavonta autóit és az idény végével a Formula–1-ből is kivonult. Az autósport legnagyobb válságát élte át, komoly biztonsági intézkedéseket kezdtek bevezetni a versenyzők és a nézők biztonsága érdekében.

## Végeredmény
|    | Kategória | #  | Csapat                                 | Versenyzők                              | Modell                       | Motor                   | Körök |
| -- | --------- | -- | -------------------------------------- | --------------------------------------- | ---------------------------- | ----------------------- | ----- |
| 1  | S 5.0     | 6  | Jaguar Cars Ltd.                       | Mike Hawthorn Ivor Bueb                 | Jaguar D-Type                | Jaguar 3.4L I6          | 307   |
| 2  | S 3.0     | 23 | Aston Martin Ltd.                      | Peter Collins Paul Frère                | Aston Martin DB3S            | Aston Martin 2.9L I6    | 302   |
| 3  | S 5.0     | 10 | Ecurie Francorchamps                   | Johnny Claes Jacques Swaters            | Jaguar D-Type                | Jaguar 3.4L I6          | 296   |
| 4  | S 1.5     | 37 | Porsche KG                             | Helmut Polensky Richard von Frankenberg | Porsche 550/4 RS 1500 Spyder | Porsche 1.5L Flat-4     | 284   |
| 5  | S 1.5     | 66 | Equipe Nationale Belga Gustave Olivier | Wolfgang Seidel Olivier Gendebien       | Porsche 550/4 RS 1500 Spyder | Porsche 1.5L Flat-4     | 276   |
| 6  | S 1.5     | 62 | Porsche KG                             | Helm Glöckler Joroslav Juhan            | Porsche 550/4 RS 1500 Spyder | Porsche 1.5L Flat-4     | 273   |
| 7  | S 2.0     | 34 | Bristol Aeroplane Company              | Peter S. Wilson Jim Mayers              | Bristol 450C Open            | Bristol 2.0L I6         | 271   |
| 8  | S 2.0     | 33 | Bristol Aeroplane Company              | Mike Keen Tommy Line                    | Bristol 450C Open            | Bristol 2.0L I6         | 270   |
| 9  | S 2.0     | 32 | Bristol Aeroplane Company              | Tommy Wisdom Jack Fairman               | Bristol 450C Open            | Bristol 2.0L I6         | 268   |
| 10 | S 2.0     | 35 | Automobiles Frazer Nash Ltd.           | Marcel Becquart Richard Stoop           | Frazer Nash Sebring          | Bristol 2.0L I6         | 260   |
| 11 | S 1.5     | 40 | Edgar Fronteras                        | Giulio Cabianca Giuseppe Scorbati       | O.S.C.A. MT-4 1500           | O.S.C.A. 1.5L I4        | 256   |
| 12 | S 1.5     | 41 | MG Cars Ltd.                           | Ken Miles Johnny Lockett                | MG EX182                     | MG 1.5L I4              | 249   |
| 13 | S 1.1     | 49 | Porsche KG                             | Auguste Veuillet Zora Arkus-Duntov      | Porsche 550/4 Spyder         | Porsche 1.1L I4         | 245   |
| 14 | S 2.0     | 28 | Standard Triumph Ltd.                  | Robert Dickson Ninian Sanderson         | Triumph TR2                  | Triumph 2.0L I4         | 242   |
| 15 | S 2.0     | 29 | Standard Triumph Ltd.                  | Ken Richardson Bert Hadley              | Triumph TR2                  | Triumph 2.0L I4         | 242   |
| 16 | S 750     | 63 | Ecurie Jeudy-Bonnet                    | Louis Cornet Robert Mougin              | DB HBR                       | Panhard 0.7L Flat-2     | 236   |
| 17 | S 1.5     | 64 | MG Cars Ltd.                           | Ted Lund Hans Waeffler                  | MG EX182                     | MG 1.5L I4              | 234   |
| 18 | S 1.5     | 65 | Gustave Olivier                        | Gustave Olivier Josef Jeser             | Porsche 550/4 Spyder         | Porsche 1.5L Flat-4     | 234   |
| 19 | S 2.0     | 68 | Standard Triumph Ltd.                  | Leslie Brooke Mortimer Morris-Goodall   | Triumph TR2                  | Triumph 2.0L I4         | 214   |
| 20 | S 750     | 59 | Ecurie Jeudy-Bonnet                    | Georges Trouis Louis Héry               | DB HBR                       | Panhard 0.7L Flat-2     | 209   |
| 21 | S 1.1     | 47 | Cooper Car Company                     | Edgar Wadsworth John Brown              | Cooper T39                   | Coventry Climax 1.1L I4 | 207   |

## Nem ért célba
|    | Kategória | #  | Csapat                          | Versenyzők                               | Modell                    | Motor                   | Körök |
| -- | --------- | -- | ------------------------------- | ---------------------------------------- | ------------------------- | ----------------------- | ----- |
| 22 | S 3.0     | 16 | Officine Alfieri Maserati       | Luigi Musso Luigi Valenzano              | Maserati 300S             | Maserati 3.0L I6        | 239   |
| 23 | S 3.0     | 22 | Briggs Cunningham               | Briggs Cunningham Sherwood Johnston      | Cunningham C6-R           | Offenhauser 2.9L I4     | 196   |
| 24 | S 5.0     | 7  | Jaguar Cars Ltd.                | Tony Rolt Duncan Hamilton                | Jaguar D-Type             | Jaguar 3.4L I6          | 186   |
| 25 | S 750     | 52 | Société Monopole                | Jean Hémard Pierre Flahaut               | Monopole X88              | Panhard 0.7L Flat-2     | 145   |
| 26 | S 2.0     | 30 | Automobiles Gordini             | Jacques Pollet Hernando da Silva Ramos   | Gordini T15S              | Gordini 2.0L I8         | 145   |
| 27 | S 750     | 60 | Automobili Stanguellini         | René Philippe Faure Pierre Duval         | Stanguellini 750 Bialbero | Fiat 0.7L I4            | 136   |
| 28 | S 3.0     | 19 | Daimler-Benz A.G.               | Juan Manuel Fangio Stirling Moss         | Mercedes-Benz 300 SLR     | Mercedes-Benz 3.0L I8   | 134   |
| 29 | S 3.0     | 21 | Daimler-Benz A.G.               | Karl Kling André Simon                   | Mercedes-Benz 300 SLR     | Mercedes-Benz 3.0L I8   | 130   |
| 30 | S 1.1     | 51 | Automobiles Panhard et Levassor | René Cotton André Beaulieux              | Panhard VM5               | Panhard 0.9L Flat-2     | 108   |
| 31 | S 5.0     | 5  | Scuderia Ferrari                | Maurice Trintignant Harry Schell         | Ferrari 121LM             | Ferrari 4.4L I6         | 107   |
| 32 | S 5.0     | 8  | Jaguar Cars Ltd.                | Don Beauman Norman Dewis                 | Jaguar D-Type             | Jaguar 3.4L I6          | 106   |
| 33 | S 3.0     | 24 | Aston Martin Ltd.               | Roy Salvadori Peter Walker               | Aston Martin DB3S         | Aston Martin 2.9L I6    | 105   |
| 34 | S 3.0     | 12 | "Heldé"                         | Pierre-Louis Dreyfus Jean Lucas          | Ferrari 750 Monza         | Ferrari 3.0L I4         | 104   |
| 35 | S 750     | 58 | Ecurie Jeudy-Bonnet             | Paul Armagnac Gérard Laureau             | DB HBR                    | Panhard 0.7L Flat-2     | 101   |
| 36 | S 1.1     | 48 | Lotus Engineering               | Colin Chapman Ron Flockhart              | Lotus Mk9                 | Coventry Climax 1.1L I4 | 99    |
| 37 | S 1.1     | 50 | Automobiles Panhard et Levassor | Pierre Chancel Robert Chancel            | Panhard VM5               | Panhard 0.9L Flat-2     | 94    |
| 38 | S 2.0     | 31 | Officine Alfieri Maserati       | Carlo Tomasi Francesco Giardini          | Maserati 200S             | Maserati 2.0L I4        | 96    |
| 39 | S 5.0     | 1  | Aston Martin Lagonda Ltd.       | Reg Parnell Dennis Poore                 | Lagonda DP166             | Lagonda 4.5L V12        | 93    |
| 40 | S 3.0     | 25 | Aston Martin Ltd.               | Tony Brooks John Riseley-Prichard        | Aston Martin DB3S         | Aston Martin 2.9L I6    | 83    |
| 41 | S 3.0     | 27 | Jean-Paul Colas                 | Jean-Paul Colas Jacques Dewez            | Salmson 2300S Spyder      | Salmson 2.3L I4         | 82    |
| 42 | S 5.0     | 3  | Scuderia Ferrari                | Umberto Maglioli Phil Hill               | Ferrari 121LM             | Ferrari 4.4L I6         | 76    |
| 43 | S 1.5     | 38 | Walter Ringgenberg              | Walter Ringgenberg Hans-Jörg Gilomen     | Porsche 550/4 Spyder      | Porsche 1.5L Flat-4     | 65    |
| 44 | S 1.5     | 43 | Connaught Engineering           | Kenneth McAlpine Eric Thompson           | Connaught AL/SR           | Lea-Francis 1.5L I4     | 60    |
| 45 | S 2.0     | 69 | Alexandre Constantin            | Jacques Savoye Jacques Poch              | Constantin C Barquette    | Peugeot 2.0L I4         | 52    |
| 46 | S 5.0     | 4  | Scuderia Ferrari                | Eugenio Castellotti Count Paolo Marzotto | Ferrari 121LM             | Ferrari 4.4L I6         | 52    |
| 47 | S 1.1     | 46 | Kieft Cars Ltd.                 | Alan Rippon Bill Merrick                 | Kieft                     | Coventry Climax 1.1L I4 | 47    |
| 48 | S 5.0     | 9  | Briggs Cunningham               | William Spear Phil Walters               | Jaguar D-Type             | Jaguar 3.4L I6          | 43    |
| 49 | S 750     | 57 | Ecurie Jeudy-Bonnet             | René Bonnet Claude Storez                | DB HBR                    | Panhard 0.7L Flat-2     | 44    |
| 50 | S 5.0     | 11 | Cooper Car Company              | Peter Whitehead Graham Whitehead         | Cooper T38                | Jaguar 3.4L I6          | 38    |
| 51 | S 3.0     | 20 | Daimler-Benz A.G.               | Pierre Levegh John Fitch                 | Mercedes-Benz 300 SLR     | Mercedes-Benz 3.0L I8   | 34    |
| 52 | S 2.0     | 36 | Automobiles Frazer Nash Ltd.    | Cecil Vard Dick Odlum                    | Frazer Nash Sebring       | Bristol 2.0L I6         | 33    |
| 53 | S 750     | 53 | Société Monopole                | Francis Navarro Jean de Montrémy         | Monopole Sport X88        | Panhard 0.7L Flat-2     | 30    |
| 54 | S 3.0     | 26 | Lance Macklin                   | Lance Macklin Les Leston                 | Austin-Healey 100S        | BMC 2.7L I4             | 28    |
| 55 | S 1.5     | 42 | MG Cars Ltd.                    | Dick Jacobs Joe Flynn                    | MG EX182                  | MG 1.5L I4              | 27    |
| 56 | S 750     | 56 | Automobiles VP                  | Yves Giraud-Cabantous Yves Lesur         | VP 166R                   | Renault 0.7L I4         | 26    |
| 57 | S 3.0     | 15 | Officine Alfieri Maserati       | Roberto Mières Cesare Perdisa            | Maserati 300S             | Maserati 3.0L I6        | 24    |
| 58 | S 3.0     | 14 | Mike Sparken                    | Mike Sparken Masten Gregory              | Ferrari 750 Monza         | Ferrari 3.0L I4         | 23    |
| 59 | S 750     | 61 | Nardi Automobili                | Dr. Mario Damonte Roger Crovetto         | Nardi 750LM               | Crosley 0.7L I4         | 5     |
| 60 | S 1.5     | 39 | Kieft Cars Ltd.                 | Berwyn Baxter John Deeley                | Kieft                     | Coventry Climax 1.5L I4 | 4     |